# Ctenophthalmus intermedius
Ctenophthalmus intermedius är en loppart som beskrevs av Anatol I. Argyropulo 1935. Ctenophthalmus intermedius ingår i släktet Ctenophthalmus och familjen mullvadsloppor. Inga underarter finns listade i Catalogue of Life.